# نهر كوين
نهر كوين هو نهر موسمي. يبلغ طوله 110 ميل (180 كـم)، في صحراء شمال غرب نيفادا في الولايات المتحدة. يصرف حوضًا مغلقًا داخل الحوض العظيم الأكبر.
يرتفع في شمال شرق مقاطعة هومبولت، على الجانب الغربي من سلسلة سانتا روزا، جنوب خط ولاية أوريغون. يتدفق مساره جنوب غرب، من خلال أراضي نيفادا الرئيسية من قبائل فورت ماكديرميت بايوت وشوشون ثم الجنوب والجنوب الغربي، حيث يستقبل نهر الملوك المتدفق جنوبًا من وادي نهر الملوك. يتبخر نهر كوين في حوض في صحراء بلاك روك  بعد 60 ميل (97 كـم) تقريبًا 60 ميل (97 كـم) شمال غرب وينيموكا من أراضي قبيلة فورت ماكديرميت بايوت شوشون.

## التجميع
نهر كوين هو أكبر نهر في المنطقة، يبدأ في سلسلة سانتا روزا وينتهي في حوض نهر كوين على بلايا جنوب جبال بلاك روك. يغطي مستجمع المياه 11,600 ميل مربع (30,000 كـم2)  بما في ذلك نهر كوين العلوي والسفلي، وصحراء سموك كريك، وبحيرة ماساكر، وثوساند كريك  / فيرجين فالي  مستجمعات المياه في شمال غرب نيفادا، بالإضافة إلى أجزاء صغيرة عبر حدود كاليفورنيا وأوريغون.

## حوض النهر
حوض نهر كوين هو مصب نهر كوين  وهو حوض مغلق يبلغ حوالي 3 ميل مربع (7.8 كـم2)، حيث يفرغ نهر كوين ويتبخر قرابة 2.75 ميل (4.43 كـم) جنوب غرب ينابيع بلاك روك الحارة.